# Tygförvaltningsskolan

.

Tygförvaltningsskolan (TygS) var en truppslagsgemensam teknisk fack- och funktionsskola inom svenska armén som verkade i olika former åren 1942–1977. Skolan var förlagd i Stockholms garnison i Stockholm.

## Historik
I juni 1941 föreslog en försvarsutredningen i sitt betänkande att en tygförvaltningsskola skulle organiseras. Detta då det saknades en fast organisation för utbildning i tygförvaltningstjänst, trots den betydelse och omfattning tjänsten innefattade. Inför försvarsbeslutet 1942 föreslog regeringen bland annat att Tygförvaltningsskolan skulle inrättas, samt att den borde förläggas i anslutning till Första tygkompaniet (Tyg 1). Vidare ansåg regeringen att ett nytt etablissement för Första tygkompaniet med Tygförvaltningsskolan borde uppföras i anslutning till Stockholms tygstation. Regeringen föreslog att Tygförvaltningsskolan borde börja sin verksamhet hösten 1942. Skolan bildades den 15 september 1942 som Tygförvaltningsskolan vid Fiskargatan 1 på Södermalm i Stockholm. Officiellt bildades dock skolan den 1 oktober 1942 som Tygförvaltningsskolan (TFS). Den 1 juli 1943 justerades dock namnet till Tygförvaltningsskolan (TygS).
Inför försvarsbeslutet 1958 föreslog regeringen bland annat att Svea artilleriregemente skulle omlokaliseras till Linköpings garnison. Det med bakgrund till att det fanns en önskvärdhet att minska antalet fredsförband i Stockholmsregionen. Men även starka önskemål från det civila samhället att få disponera försvarets mark på Järvafältet för bostadsbebyggelse och andra civila ändamål. Det etablissement som fanns i Rissne föreslog då regeringen skulle disponeras av Tygförvaltningsskolan, vilka hade sin verksamhet i förhyra lokaler på Södermalm. Den 30 maj 1963 förlades skolan större av sin verksamhet till Rissne. Där skolan fick erforderligt förläggningsutrymme.
Under 1960-talet tillsattes Armén en utredning - Teknikerutredning 67 (TU 67), vilken skulle utreda att sammanföra de tre tekniska skolorna, Tygförvaltningsskolan (TygS), Mekanikerskolan vid Arméns stabs- och sambandsskola (StabSbS) samt Arméns radar och luftvärnsmekanikerskola (RMS) till en teknisk skola, vilken kom att gå under arbetsnamnet ATS. Utredningen kom fram till att Stora Frösunda i Solna var en lämplig lokaliseringsort till skolan. Samtidigt som Arméns utredning fortlöpte höll regeringen en utredning om utlokalisering av statliga verk från Stockholm. I regeringens utredning hade dock inte Östersunds blivit lovade något statligt verk, vilket fick regeringen att lägga fram förslaget att ATS skulle förläggas till Östersund, helt tvärtemot Arméns egna utredning, vilken hade föreslagit Frösundaområdet i Solna som lokaliseringsort. Dock ansåg remissinstanserna att förläggning till Frösundaområdet inte var lämplig förläggningsort. Genom att riksdagen antog regeringens proposition 1971:29 beslutades att skolan skulle förläggas till Östersund.
I oktober 1971 fick dock överbefälhavaren i uppdrag att avvakta med att inrätta den nya tekniska skolan för armén, istället skulle en ny utredning tillsätta, vilken fick namnet ATS 72. Överbefälhavaren hade där prövat Kviberg vid Göteborgs garnison, Hässleholms garnison, Enköpings garnison, Almnäs garnison söder om Södertälje och Östersunds garnison som garnisonsort. Överbefälhavarens utredning kom fram till att en samlokalisering med Svea ingenjörregemente (Ing 1) i Södertälje var den lämpligaste ur flera synvinklar. Det bland annat genom att materieltunga förband samt lärare fanns att tillgå vid förband och staber i Mellan- och Sydsverige, samt att all kommunikation sammanstrålar i Stockholm. Samtliga inbjudna civila och militära remissinstanser avslog förslaget om att förlägga skolan till Östersund. Dock lade regeringen fram Östersund som lokaliseringsort och den 18 mars 1976 antog riksdagen regeringens proposition om att skolan skulle förläggas till Östersund. Bakgrunden till varför regeringen gick emot alla remissinstanser och ändå valde att lokalisera skolan till Östersund var helt regionalpolitik, då man såg en betydande lokaliseringseffekt för Östersunds kommun och regionen. Regeringens förslag byggde på att Tygförvaltningsskolan skulle per den 1 januari 1977 ombildas till Arméns tekniska skola. Skolan skulle till en början vara lokaliserad till Tygförvaltningsskolans befintliga lokaler i Stockholm. Hösten 1979 skulle skolan sedan omlokaliseras till Östersund. Vid samma tidpunkt föreslogs att den tekniska utbildningen av pjäs- och bandtraktormekaniker vid Norrlands artilleriregemente (A 4) i Östersund, Smålands artilleriregemente (A 6) i Jönköping skulle övertas av Arméns tekniska skola. Resterande skolor, Mekanikerskolan vid Arméns stabs- och sambandsskola (StabSbS) och Arméns radar och luftvärnsmekanikerskola (RMS) föreslogs i en andra etapp sommaren 1980 omlokaliseras till Östersund.
Arméns tekniska skola kom dock bara till en början att inkludera skolorna Tygförvaltningsskolan (TygS) och den tekniska delen ur Arméns stabs- och sambandsskola (StabSbS). Detta då Arméns radar och luftvärnsmekanikerskola (RMS) kvarstod i Göteborg. Det bland annat på grund av lokaltidningarna i Östersund skrivit flera artiklar om farlig strålning från de planerade radarstationerna. Arméns radar- och luftvärnsmekanikerskola (RMS) kom istället inrätta en provisorisk organisation, Luftvärnets officershögskola och tekniska skola (LvOHS/TS).
Som ovan beskrivet uppgick Tygförvaltningsskolan i Arméns tekniska skola (ATS). Dock så kom den inte bildas enligt regeringens förslag, utan först  den 1 juli 1977. När sedan skolan officiellt omlokaliserades till Östersund den 1 oktober 1984, inrättades samtidigt en avvecklingsorganisation i Stockholm, vilken betecknades som ATS-S, vilken påvisade att skolan var lokaliserad till Stockholm, därav det extra S:et. Avvecklingsorganisationen upphörde och upplöstes den 30 september 1985. Hela Tygförvaltningsskolan uppgick dock inte i den nya tekniska skolan. Utan förvaltningsutbildning ur Tygförvaltningsskolan tillsammans med Intendenturförvaltningsskolan bildade den 1 juli 1977 Försvarets förvaltningsskola.

## Verksamhet
Tygförvaltningsskolan bestod av en stabsavdelning, en utbildningsavdelning för teknik, en förvaltningsavdelning, en arméingenjörkadettskola, ett skolkompani och en sjukvårdsavdelning. Tygförvaltningsskolan utbildade officerare från samtliga truppslag inom armén. Utbildningen pågick i drygt 22 månader och omfattade bland annat i förvaltningstjänst, underhållstjänst med taktik och stabstjänst, undervisningslära, tygmateriel- och ammunitionskunskap samt mekanisk teknologi. Efter genomförd utbildning genomfördes även repetitionskurser för att utbilda i nya förvaltningsbestämmelser inom tygtjänstens område.

## Förläggningar och övningsplatser
När Tygförvaltningsskolan bildades förlades skolan expedition inledningsvis till Fiskargatan 1 och senare till Hornsgatan 54 på Södermalm i Stockholm. Undervisningen utgick från förhyrda lokaler i samma byggnad som Södra Teatern vid Mosebacke torg 1, men även vid Maria Bangata 4. Året därpå den 12 juli 1943 förlades skolan till Hellgrenska palatset på Götgatan 66 samt Maria Bangata 2. Den 1 april 1946 lämnades lokalerna vid Maria bangata för att istället flytta in i lokaler vid Malmgårdsvägen 2. Skolan var sedan fram till 1960-talet lokaliserad till Götgatan 66 och Malmgårdsvägen 2. Den 11 april 1960 började skolan att flytta över sin verksamhet till Svea artilleriregementes kasernetablissement i Rissne samt även Stockholms tygstation vid Solvalla. Kursavdelningen låg dock kvar vid Götgatan 66 fram till den 30 maj 1963, då verksamheten koncentrerades till Rissne och Solvalla. Efter att Svea ingenjörregemente flyttade till Södertälje/Almnäs, övertog Tygförvaltningsskolan den 1 mars 1970 delar av kasernetablissementet i Frösunda. Efter att skolan uppgick i Arméns tekniska skola flyttades skolan till den 1 augusti 1979 till Barkarby, där skolan övertog det kasernetablissementet som stod tomt efter att Svea flygkår ett par år tidigare avvecklades.

## Heraldik och traditioner
Tygförvaltningsskolan delade sedan skolans bildande heraldiskt vapen med Svea artilleriregemente.

## Förbandschefer
Följande personer var chefer för Tygförvaltningsskolan:
- 1942-10-01–1950-09-30: Överstelöjtnant Herman Schultz-Steinheil
- 1950-10-01–1959-03-31: Överstelöjtnant Anders Westerberg
- 1959-04-01–1969-09-30: Överste Bengt Bernström
- 1969-10-01–1977-06-30: Överste Greger Lindberg

## Namn, beteckning och förläggningsort
| Tygförvaltningsskolan           | 1942-10-01 | – | 1977-06-30 |
| Arméns tekniska skola Stockholm | 1977-07-01 | – | 1984-09-30 |

| TFS   | 1942-10-01 | – | 1943-06-30 |
| TygS  | 1943-07-01 | – | 1977-06-30 |
| ATS-S | 1977-07-01 | – | 1986-09-30 |

| Stockholms garnison/Hornsgatan 58 (F)    | 1942-10-17 | – | 1943-07-11 |
| Stockholms garnison/Mosebacketorg 1 (D)  | 1942-10-17 | – | 1943-07-11 |
| Stockholms garnison/Maria bangata 4 (D)  | 1942-10-17 | – | 1943-07-11 |
| Stockholms garnison/Götgatan 66 (F)      | 1943-07-12 | – | 1963-05-29 |
| Stockholms garnison/Maria bangata 2A (D) | 1943-07-12 | – | 1946-03-31 |
| Stockholms garnison/Malmgårdsvägen 2 (D) | 1946-04-01 | – | 1960-04-10 |
| Stockholms garnison/Rissne (F)           | 1960-04-11 | – | 1986-09-30 |
| Stockholms garnison/Solvalla (D)         | 1960-04-11 | – | 1970-02-28 |
| Stockholms garnison/Solna (D)            | 1970-03-01 | – | 1986-09-30 |

## Galleri

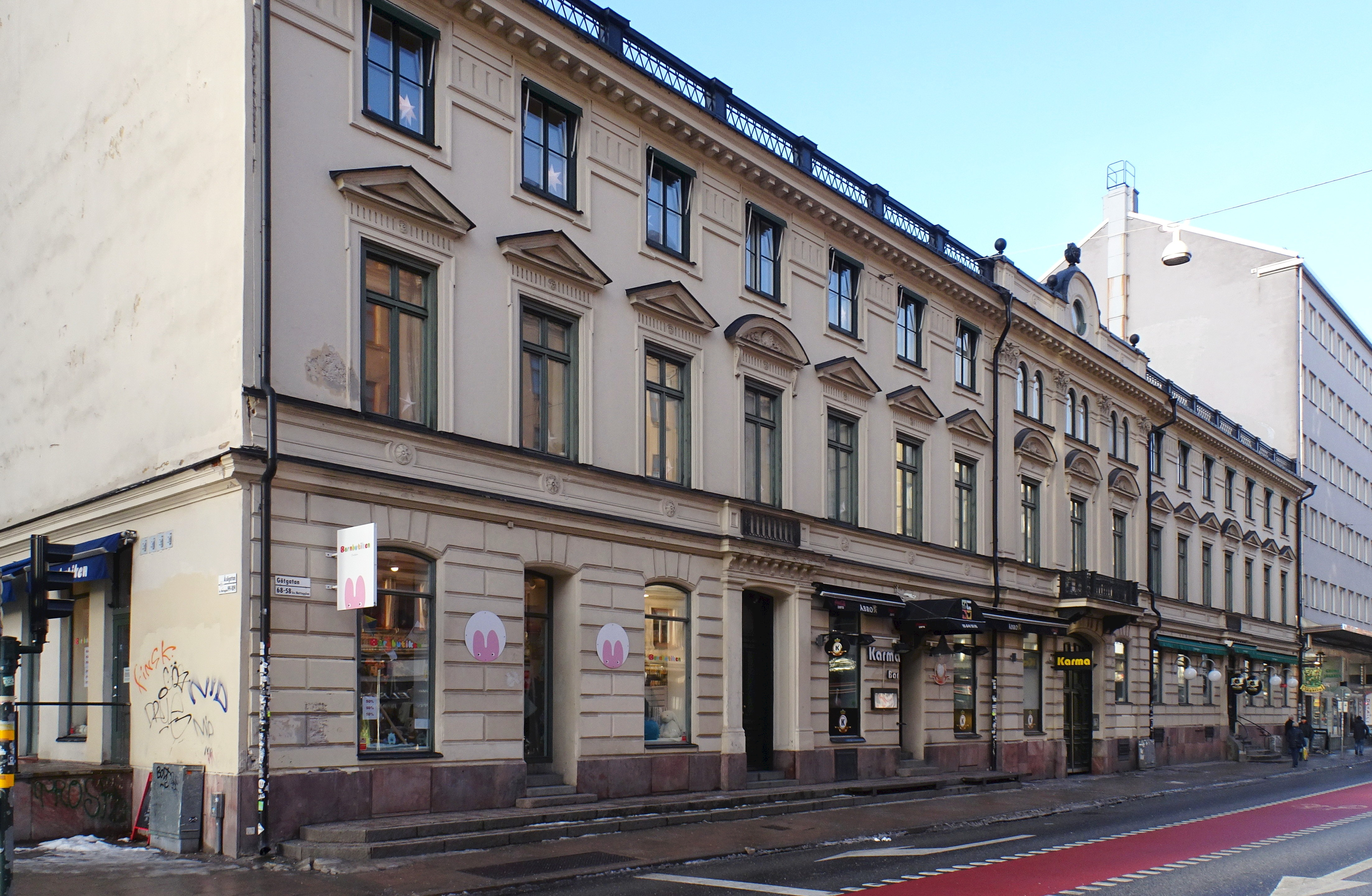
Hellgrenska palatset på Götgatan i Stockholm, där skolan verkade åren 1943–1956.
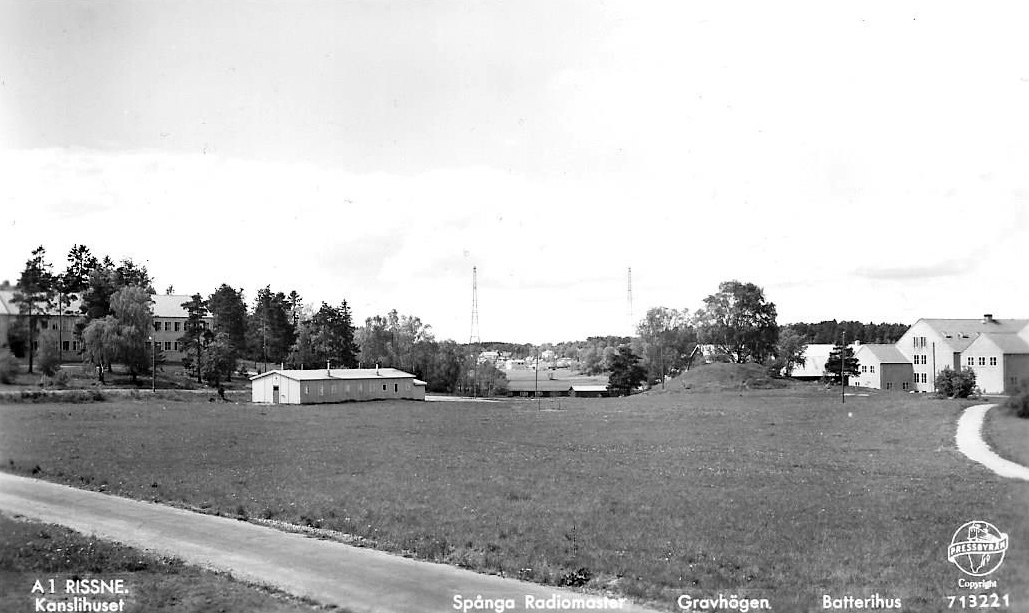
Vy över etablissement i Rissne, med kanslihuset i vänster bildkant samt två kaserner i höger bildkant.
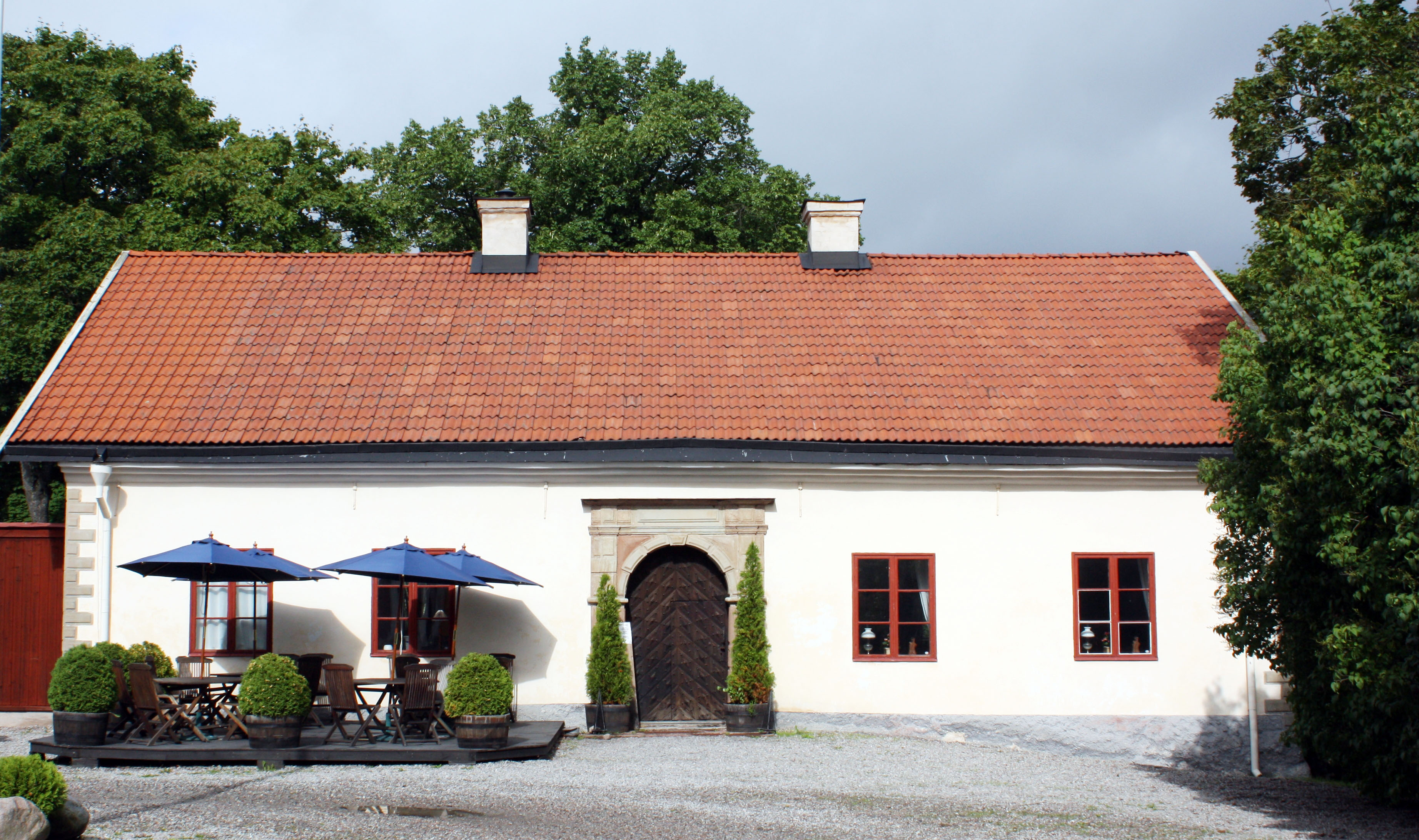
Rissne gård, före detta officersmäss i Rissne (2010).
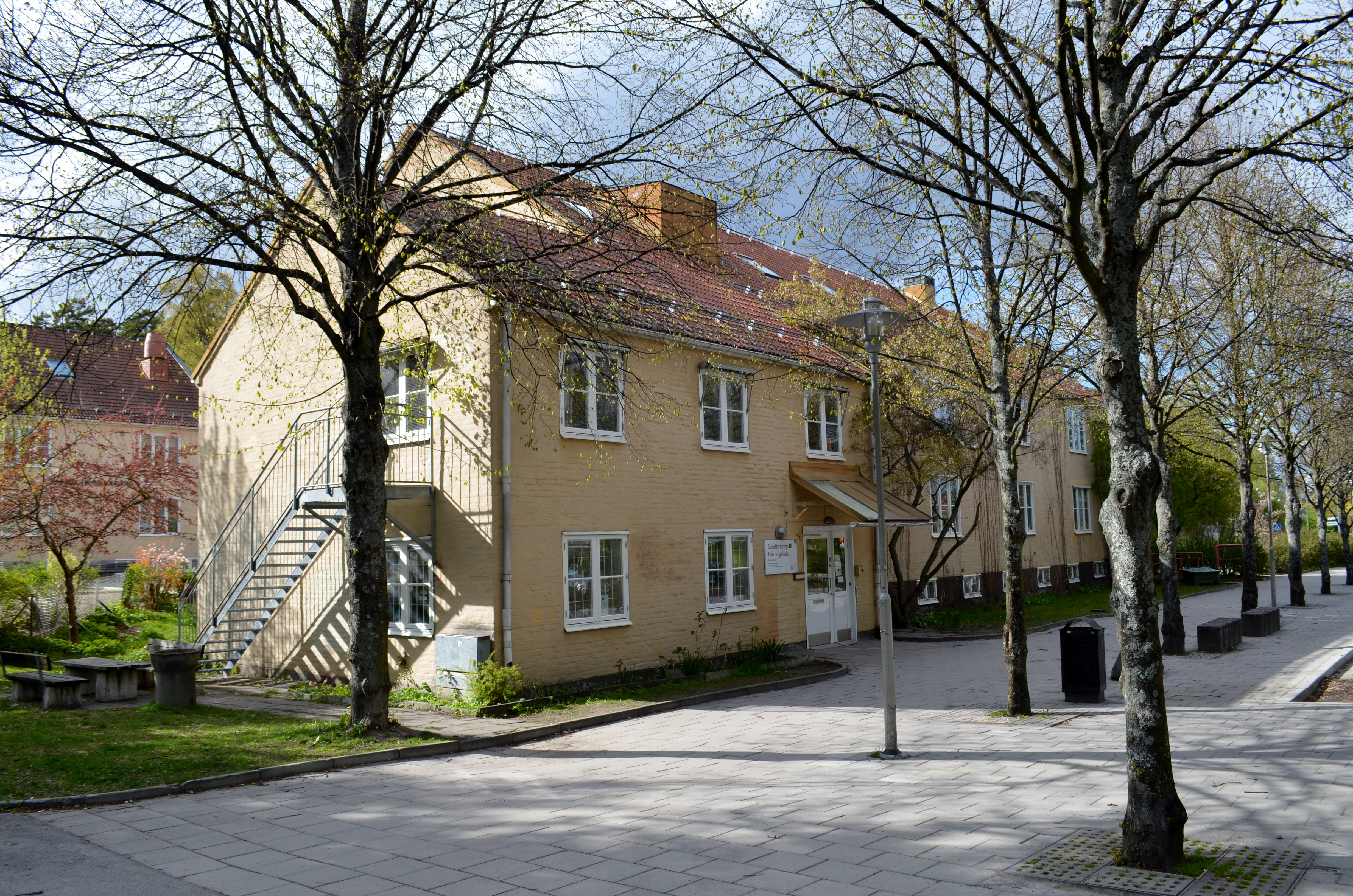
Före detta kasern i Rissne (2014).
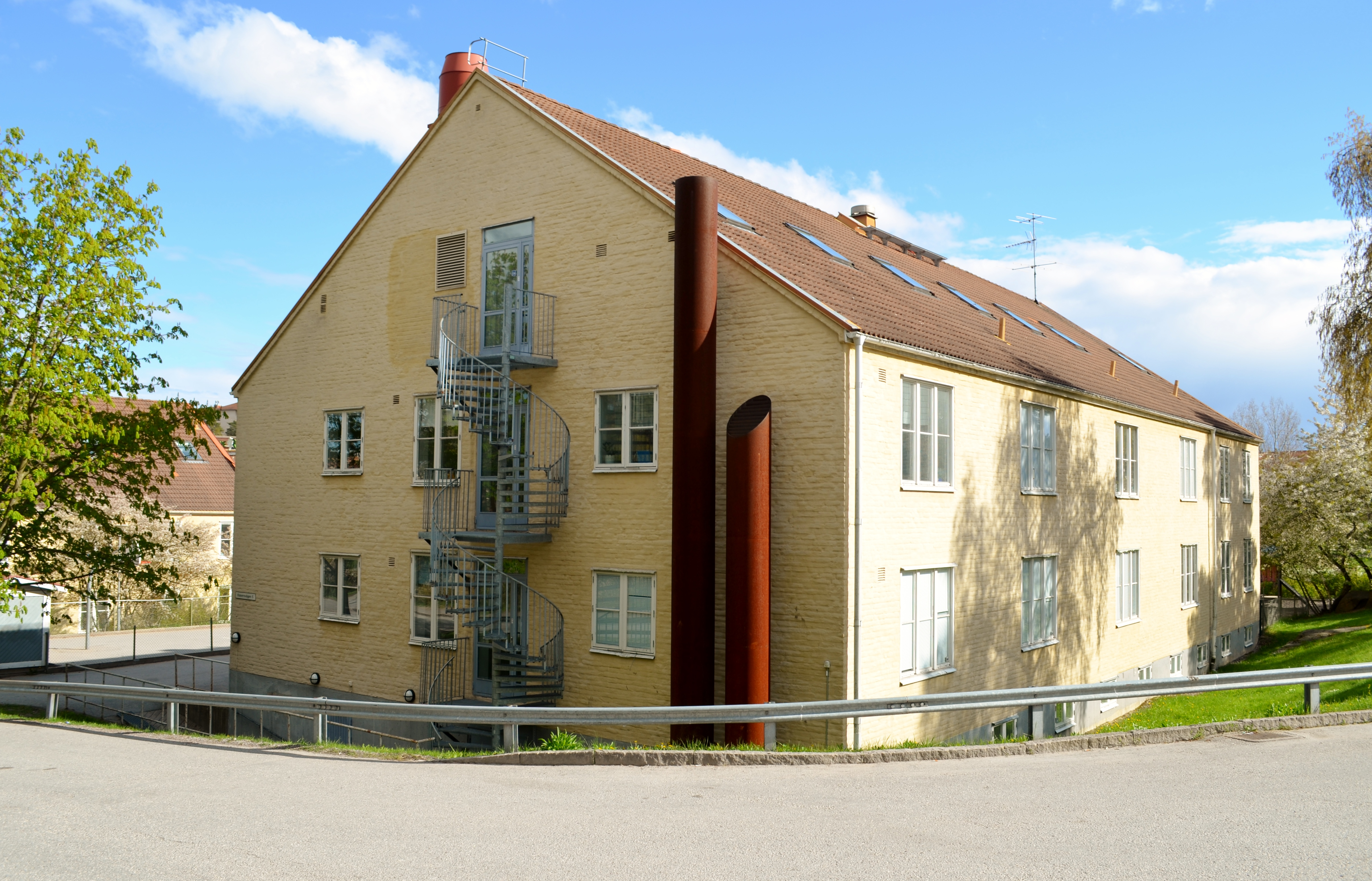
Före detta kasern i Rissne (2014).